# Ekler Luca
Ekler Luca (Győr, 1998. október 28. –) kétszeres paralimpiai bajnok, hatszoros világ- és háromszoros Európa-bajnok, világcsúcstartó magyar paraatléta. A második magyar Laureus-díjra jelölt sportoló.

## Pályafutása
Gyermekkorában családjával Sopronba, majd Szombathelyre költözött. Előbb teniszezni kezdett, tízéves korában egy futballedzésen sztrókot kapott, melynek következtében lebénult a bal oldala. Fokozatos fizioterápiás és gyógytornás kezelés után az állapota javulni kezdett, ebből mára a bal kézfején maradtak látható tünetek.
13 évesen kezdett atletizálni, miután a teniszezésről le kellett mondani és édesapja edzésein megtapasztalta, hogy a fogyatékossága nem akadályozza a futásban, ugrásban. Eleinte az épek között indult távolugrásban és futásban. 2017-ben a televízióban látta versenyezni Biacsi Bernadett és Ilona hosszútávfutókat, ez indította el a parasport felé.
2017-ben a Testnevelési Egyetemen kezdte meg tanulmányait, és Budapestre költözött. A TFSE csapatába igazolt, ahol Szalma László vette át a felkészítését. A következő évben az egyesület színeiben harmadik helyezést ért el távolugrásban az U23-as országos bajnokságon, valamint meghívót kapott a magyar korosztályos válogatottba.
A parasportba 2018-ban kapcsolódott be. A hazai és nemzetközi klasszifikációs vizsgálatot követően a Rietiben rendezett világkupán mutatkozott be a paraatléták között a T38-as kategóriában. Első versenyén 100 és 200 méteres síkfutásban, illetve távolugrásban aranyérmet szerzett, utóbbiban 2 centiméterre megközelítette a világcsúcsot. A 2018-as berlini Európa-bajnokságon távolugrásban arany-, 200 méteres síkfutásban bronzérmet szerzett.  2019-ben a Grossetóban rendezett világkupa-állomáson állította be távolugrásban a jelenlegi 5,51 méteres világcsúcsot.
A 2019-es Dubajban rendezett A 2019-es paraatlétika-világbajnokságon 100 és 200 méteres síkfutásban második lett, a távolugrást pedig világbajnoki csúccsal nyerte. A tokiói paralimpiai játékokra két számban, 100 méteres síkfutásban, illetve távolugrásban szerzett kvótát.
A 2020-as évben a koronavírus miatt Magyarországon rendezett versenyeken indult, júliusban távolugrásban új egyéni csúcsot állított fel 5 méter 87 centiméterrel. A paralimpia évében, 2021 márciusában új versenyszámban indult, 400 méteren, ahol megfutva a szintidőt, ebben a versenyszámban is indulási jogot szerzett a paralimpiára. A Bydgoszczban rendezett Európa-bajnokságon 100 méteren második helyen ért célba (12.79), távolugrásban saját világcsúcsát beállítva győzött. 400 méteres síkfutásban nemcsak nyerni tudott, eredményével új világcsúcsot állított fel (1:00:27).
2021 augusztusában, a koronavírus-járvány miatt egy évvel elhalasztott tokiói paralimpián távolugrásban aranyérmet szerzett, 563 centis új világcsúccsal. 100 méteren IV., 400 méteren V. helyen ért célba.
2022 nyár végén távolugrásban az egyéni csúcsát 5,98 m-re javította. Ugyanebben az évben a Magyar Testnevelési és Sporttudományi Egyetemen megszerezte atlétikai szakedzői diplomáját.
A következő évben fő versenye a párizsi világbajnokság volt, ahol négy versenyszámban indult. 100 méteren ezüstérmet szerzett (12.54), távolugrásban világbajnoki csúccsal (5.77) védte meg a címét. 200 és 400 méteres síkfutásban új világcsúcsot állított fel, utóbbiban ő az első nő a kategóriájában, aki perc alatt (59.74) futja az egykörös távot. 200 méteres síkfutásban 25.78-cal javította meg a világcsúcsot. A három arany és egy ezüstéremmel a világbajnokság második legeredményesebb sportolója lett.
A párizsi paralimpián távolugrásban megszerezte második paralimpiai bajnoki címét. 400 méteres síkfutásban tovább gyarapította paralimpiai érmeinek számát, 400 méteres síkfutásban új Európa-csúccsal ezüstérmet szerzett.

## Tanulmányai
Két diplomát szerzett a Magyar Testnevelési és Sporttudományi Egyetemen: rekreációs alapszakon és atlétikai szakedző mesterszakon végzett. 2023 áprilisától az inkluzív sportoktató szakirányú továbbképzésének szakfelelőse és oktatója.

## Díjai, elismerései
- Év fogyatékos női sportolója (2019,[12] 2023[13])
- Év Vasi Embere (2019)[14]
- Év Egyetemi Sportolója (2019), (2021)
- Az év magyar paraatlétája (2018, 2019, 2020, 2021, 2022, 2023, 2024)[15][16]
- A Magyar Érdemrend tisztikeresztje (2021)[17]
- Lóránt Gyula-díj (2021)[18]
- Vas megyei Prima Gála Ifjúsági Különdíjasa (2022)[19]
- Laureus-díj-jelölés (2024)[1]
- A Magyar Érdemrend parancsnoki keresztje (polgári tagozat) (2024)[20]

## Családja
Édesapja logisztikai menedzser, édesanyja tanár. Három fiútestvére van, közülük ketten, Bendegúz és Zsombor egyaránt utánpótlás-válogatott vízilabdázók.